# Zizenhausen
Zizenhausen ist ein Stadtteil von Stockach im baden-württembergischen Landkreis Konstanz in Deutschland.

## Geographie

### Lage
Die ehemals selbständige Gemeinde Zizenhausen liegt rund ein Kilometer nördlich der Stockacher Stadtmitte im Tal der Stockacher Aach.

### Nachbarorte
Im Norden von Zizenhausen liegt der Stadtteil Hoppetenzell, im Osten erhebt sich die bis zu 645,4 m ü. NHN hohe Hildesburg, im Süden liegt Stockach, und im Westen grenzt der Weiler Windegg an Zizenhausen.

### Gliederung
Zu Zizenhausen gehören das Dorf Zizenhausen, die Weiler Bleiche, Schmelze und Windegg sowie die Wohnplätze Altsegge und Ebenehof.

## Geschichte
Der Ort, der im Jahr 1227 „Zitzenhausen“ genannt wurde, gehörte mit allen Rechten zur Landgrafschaft Nellenburg. Im Jahr 1787 wurde das Niedergericht dem Landrichter Carl Anton von Krafft übergeben, der dort seit 1781 Grundherr war. Im Jahr 1806 wurde die Grafschaft Nellenburg, die zuvor zu Vorderösterreich gehörte, Teil von Württemberg.
Seit dem Anfang des 18. Jahrhunderts bestand in Zizenhausen ein Hüttenwerk. 1808 erwarb der württembergische Staat die Anlagen (Hochofen mit Balggebläse, zwei Frischfeuer, ein Wärmefeuer sowie eine wasserbetriebene Groß- und Kleinhammerschmiede) von den bisherigen Eigentümern Krafft und Salis und baute das Werk weiter aus.
Durch den Staatsvertrag vom 2. Oktober 1810 fiel Zizenhausen an Baden. Das Hüttenwerk war von 1828 bis 1833 an den Maschinenfabrikanten Freiherr von Eichthal aus St. Blasien verpachtet, von 1833 bis 1859 an die fürstlich-fürstenbergische Hüttenverwaltung. 1866 wurde der Hüttenbetrieb als unrentabel eingestellt.
Am 1. Januar 1974 wurde Zizenhausen nach Stockach eingemeindet.

### Einwohnerentwicklung
| Jahr                   | 1852 | 1871 | 1880 | 1890 | 1900 | 1910 | 1925 | 1933 | 1939 | 1950 | 1956 | 1961 | 1970 | 2016 | 2017 | Ref.        |
| Einwohnerzahl          | 1171 | 1053 | 1050 | 1051 | 1102 | 1155 | 1131 | 1171 | 1199 | 1276 | 1275 | 1356 | 1322 | 1309 | 1332 | [ 5 ] [ 6 ] |
| weiblich               | 621  | 585  | 578  | 566  | 608  | 612  | 594  | 583  | 604  | 666  | 670  | 701  | 683  |      |      | [ 7 ]       |
| männlich               | 550  | 468  | 472  | 485  | 494  | 543  | 537  | 588  | 595  | 610  | 605  | 655  | 639  |      |      | [ 7 ]       |
| römisch-katholisch     |      |      |      |      |      |      | 1091 |      |      | 1141 |      | 1197 | 1145 |      |      | [ 8 ] [ 9 ] |
| evangelisch            |      |      |      |      |      |      | 39   |      |      | 126  |      | 132  | 152  |      |      | [ 8 ] [ 9 ] |
| sonstige Konfession/en |      |      |      |      |      |      | 1    |      |      | 9    |      | 27   | 25   |      |      | [ 8 ] [ 9 ] |

## Politik

### Wahlergebnisse
Wahlen zur verfassunggebenden Nationalversammlung
| Partei                                                  | 1919   |
| Sozialdemokratische Partei Deutschlands (SPD)           | 52,2 % |
| Deutsche Demokratische Partei (DDP)                     | 11,9 % |
| Zentrumspartei (Z)                                      | 34,8 % |
| Bürgerpartei (BP) / Deutschnationale Volkspartei (DNVP) | 1,1 %  |

Reichstagswahl
| Partei                                                              | 1932   |
| Sozialdemokratische Partei Deutschlands (SPD)                       | 6,4 %  |
| Deutsche Demokratische Partei (DDP) / Deutsche Staatspartei (DStP)  | 1,3 %  |
| Zentrumspartei (Z)                                                  | 32,0 % |
| Deutschnationale Volkspartei (DNVP) / Christliche Volkspartei (CVP) | 0,5 %  |
| Nationalsozialistische Deutsche Arbeiterpartei (NSDAP)              | 23,7 % |
| Kommunistische Partei Deutschlands (KPD)                            | 34,6 % |
| Sonstige Parteien                                                   | 1,5 %  |

Landtagswahlen
| Partei                                                             | 1952   | 1956   | 1960   | 1964   | 1968   |
| Christlich Demokratische Union Deutschlands (CDU)                  | 40,3 % | 46,7 % | 37,7 % | 43,6 % | 43,0 % |
| Sozialdemokratische Partei Deutschlands (SPD)                      | 40,0 % | 36,1 % | 47,1 % | 47,2 % | 36,3 % |
| Demokratische Volkspartei (DVP) / Freie Demokratische Partei (FDP) | 10,3 % | 6,7 %  | 7,9 %  | 7,2 %  | 8,9 %  |
| Bund der Heimatvertriebenen und Entrechteten (BHE)                 | 3,0 %  | 1,4 %  | 1,3 %  | 0,7 %  |        |
| Kommunistische Partei Deutschlands (KPD)                           | 6,4 %  | 9,1 %  | –      | –      | –      |
| Nationaldemokratische Partei Deutschlands (NPD)                    | –      | –      | –      | –      | 3,2 %  |
| sonstige Parteien                                                  | –      | –      | 5,9 %  | 1,3 %  | 8,6 %  |

Bundestagswahlen
| Partei                                                                      | 1949   | 1953   | 1957   | 1961   | 1965   | 1969   |
| Christlich Demokratische Union Deutschlands (CDU)                           | 53,4 % | 61,1 % | 53,6 % | 44,3 % | 49,1 % | 49,8 % |
| Sozialdemokratische Partei Deutschlands (SPD)                               | 28,0 % | 26,8 % | 34,6 % | 40,6 % | 40,1 % | 42,9 % |
| Demokratische Volkspartei (DVP) / Freie Demokratische Partei (FDP)          | 9,5 %  | 4,1 %  | 8,4 %  | 8,7 %  | 8,4 %  | 4,9 %  |
| Kommunistische Partei Deutschlands (KPD)                                    | –      | 3,4 %  | –      | –      | –      | –      |
| Gesamtdeutscher Block/Bund der Heimatvertriebenen und Entrechteten (GB/BHE) | –      | 2,2 %  | 1,1 %  | –      | –      | –      |
| Nationaldemokratische Partei Deutschlands (NPD)                             | –      | –      | –      | –      | 0,2 %  | 2,0 %  |
| sonstige Parteien                                                           | 9,1 %  | 2,4 %  | 2,3 %  | 6,4 %  | 2,2 %  | 0,5 %  |

### Wappen
| Wappen der ehemaligen Gemeinde Zizenhausen | Blasonierung: „Unter goldenem (gelbem) Schildhaupt, darin eine liegende vierendige blaue Hirschstange, in Silber ein rot bezungter schwarzer Eberrumpf.“ |
| Wappen der ehemaligen Gemeinde Zizenhausen | Wappenbegründung: Die Hirschstange symbolisiert die frühere Zugehörigkeit Zizenhausens zur Grafschaft Nellenburg.                                        |

## Kultur und Sehenswürdigkeiten

### Zizenhauser Jenisch
Das Zizenhauser Jenisch ist eine alte schwäbische Sondersprache der Jenischen, das heißt von „fahrenden“ Bevölkerungsgruppen oder von deren ortsfesten Nachfahren, mit leichten mundartlichen Verschiebungen in Zizenhausen, Eningen, Lützenhardt und Wolfach sowie einigen Orten im ehemaligen Jagstkreis gesprochen wurde.
Beispiele
Substantive: barba = alter Mann, barbere = alte Frau, combarin = Frau, flepp = Ausweispapier, gängling = Uhr, goof = böses Kind, granchen = Zuchthaus, kant = Stube, kipp = Hund, moosmichel = Geldbeutel, obermann = Hut, plamp = Bier, rötling = Blut, scheinling = Auge, schix = Mädchen, sprauß = Wald, trittling = Schuh und weißling = Ei
Verben: acheln = essen, butten = viel essen, daißen = schlachten, feberen = schreiben, funken = brennen, guffen = prügeln, losere = hören und schwechen = trinken
Zahlen: ollif = eins, bess = zwei, gimel = drei, doles = vier, he = fünf, wow = sechs, soijn = sieben, chess = acht, tess = neun, jüd = zehn, nün = fünfzig und kuf = 100

### Zizenhausener Terrakotten
Die Zizenhausener Terrakotten, die der gelernte Kirchenmaler Anton Sohn (1769–1840) seit 1799 hier anfertigte, dokumentieren den Geschmack des Biedermeiers und zugleich den Zeitgeist des Vormärz. Ein Teil dieser von Sammlern hoch begehrten Tonfiguren ist im Schloss Zizenhausen und im Stockacher Stadtmuseum zu bewundern. Neben zahlreichen Darstellungen ist besonders der „Basler Totentanz“ bekannt.

### Sehenswürdigkeiten

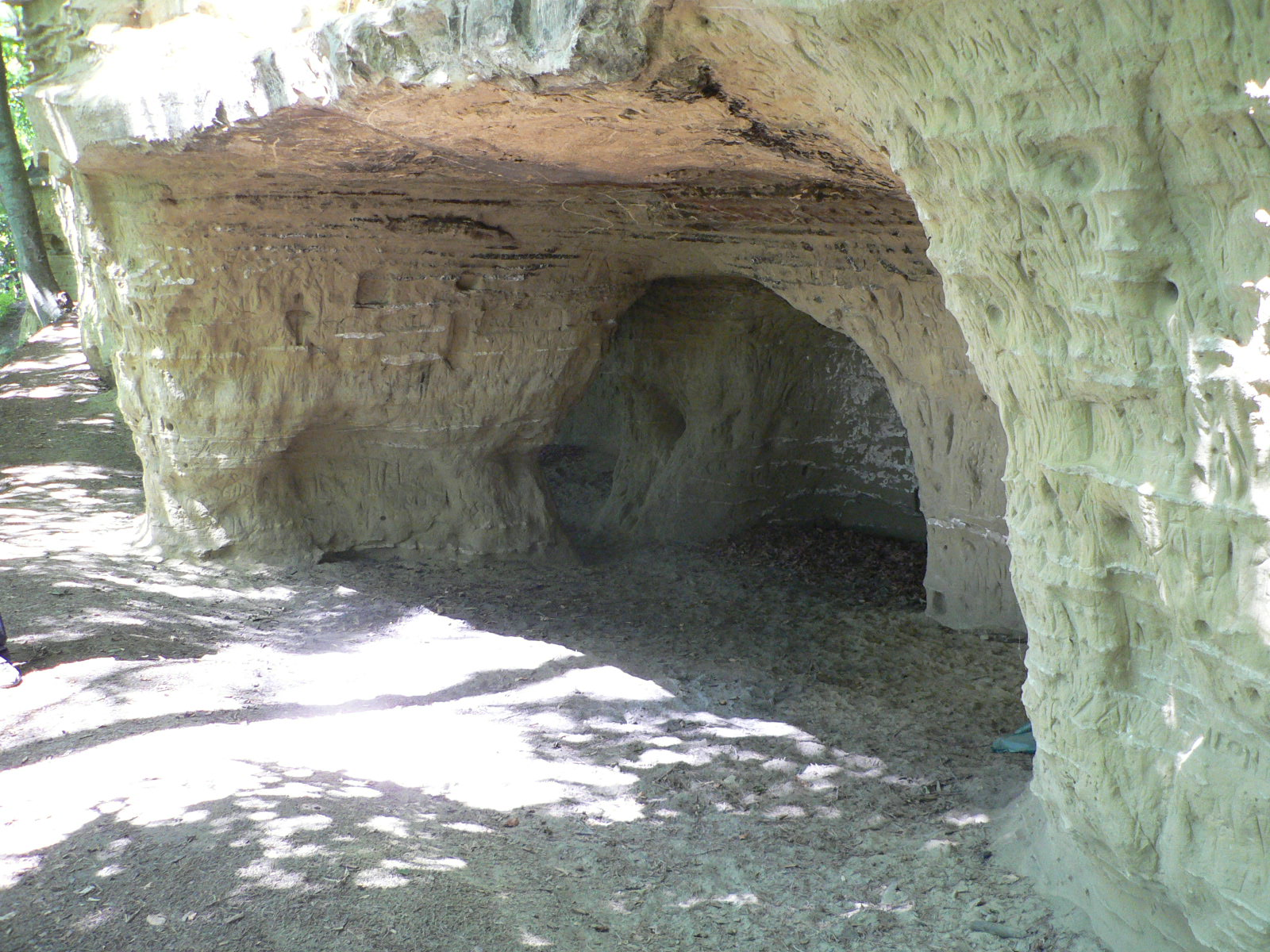
Heidenhöhlen

- Die Heidenhöhlen oder Heidenlöcher sind künstlich in den Felsen gehauene Gänge und Räume am Heidenbühl oberhalb des Weilers Bleiche.
- Schloss Zizenhausen
- Herz-Jesu-Kirche: 1895 im neugotischen Stil erbaut, Chorflankenturm nach 1913, Ausstattung aus der Erbauungszeit: Schnitzaltäre, Empore und Kanzel und figürliche Bemalung an der Wand um den Chorbogen

## Wirtschaft und Infrastruktur
Im August 1950 wurde Zizenhausen mit all seinen Ortsteilen an die gemeindeöffentliche Trinkwasserversorgung angeschlossen. Die Baukosten betrugen rund 750.000 DM.

### Verkehr
Zizenhausen liegt an der Bundesstraße 313 (Plochingen → Stockach) sowie an der Bahnstrecke Radolfzell–Mengen, welche heute ohne Halt durch den Ort verläuft.
Zizenhausen wird über drei Haltestellen im Dorf regelmäßig durch die Buslinie 7391 Stockach – Zizenhausen – Meßkirch – Krauchenwies – Sigmaringen bedient.
Im Schülerverkehr bestehen weitere stündliche Verbindungen mit der Linie 104 Stockach – Zizenhausen – Windegg – Mahlspüren – Heudorf und vereinzelt mit der Linie 100s nach Zoznegg. Diese Orte sind ansonsten nur über einen Umstieg in Stockach oder Mühlingen-Mühlweiler erreichbar.
Zizenhausen gehört dem Verkehrsverbund-Hegau-Bodensee (VHB) an.

### Bildungswesen
Die Stadt Stockach führt in Zizenhausen die „Anton-Sohn-Schule“, eine Grundschule für Kinder der Klassen 1 bis 4 aus Hoppetenzell, Mahlspüren im Hegau, Raithaslach und Zizenhausen.

### Postwesen
Stockach war schon im 16. Jahrhundert eine bedeutende Poststation. Über Jahrhunderte liefen hier große, zwischenstaatliche Reiter- und Postkurse der Strecken Ulm-Basel, Stuttgart-Zürich und Wien-Paris zusammen. 1845 zählte die hiesige Posthalterei noch 60 Pferde.
Privatpersonen mussten vor 1821 ihre Post auf der Stockacher Postanstalt selbst abgeben. Dann entstand durch die Einrichtung einer Amtsbotenanstalt die Möglichkeit, dass Privatpersonen ihre Post einem Amtsboten übergeben konnten. Dieser brachte die Post anfangs zweimal, später dreimal wöchentlich zur Stockacher Postexpedition. In den 1850er Jahren wurde die Amtbotenanstalt aufgrund stetig zunehmendem Schriftverkehr aufgehoben, ihre Dienste der Post übertragen und zum 1. Mai 1859 die Landpostanstalt ins Leben gerufen. Im Amtsbezirk Stockach wurde unter anderem folgender Botenbezirk eingerichtet:
- Botenbezirk No. I, Montag/Mittwoch/Freitag: Stockach–Hindelwangen–Zizenhausen–Mahlspüren–Raithaslach–Münchhöf–Hoppetenzell–Stockach

Poststücke, die in die jeweilige Brieflade vor Ort eingeworfen worden waren, wurden vor der Weiterleitung vom Postboten mit einem Uhrradstempel, in Zizenhausen mit der 2., versehen.

### Wanderwege
Am Rathaus beginnt und endet die Route 15 der „Hegauer Burgenwege“.

## Persönlichkeiten
- Johann Baptist Bader (1788–1862), badischer Jurist und Politiker, lebte in Zizenhausen.
- Friedrich von Krafft-Ebing (1807–1889), in Zizenhausen geboren, badischer Oberamtmann und Vater von Richard von Krafft-Ebing und Hans von Krafft-Ebing.
- Josef Mühlherr (* 1926), 1957 bis 1973 stellvertretender Bürgermeister, ab 1974 Ortsvorsteher; erhielt 1982 das Bundesverdienstkreuz am Bande.
- Adolf Schmidt (1836–1917), von 1863 bis 1866 Vorstand der großherzoglichen Hüttenverwaltung des Eisenwerks in Zizenhausen.
- Anton Sohn (1769–1840), in Zizenhausen gelebt, bekannt als „Bildermann von Zizenhausen“, war ein deutscher Kirchenmaler und Hersteller der Zizenhausener Terrakotten.
- Rudolf von Buol-Berenberg (1842–1902), in Zizenhausen geboren, war ein deutscher Politiker der Deutschen Zentrumspartei und von 1895 bis 1898 Präsident des Reichstages.

Friedrich Freiherr von Krafft-Ebing
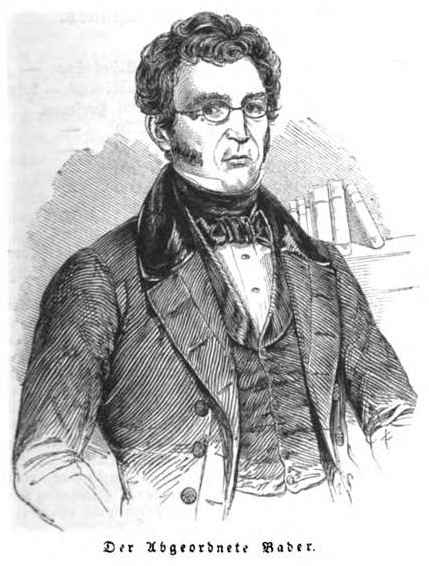
Johann Baptist Bader (1844)
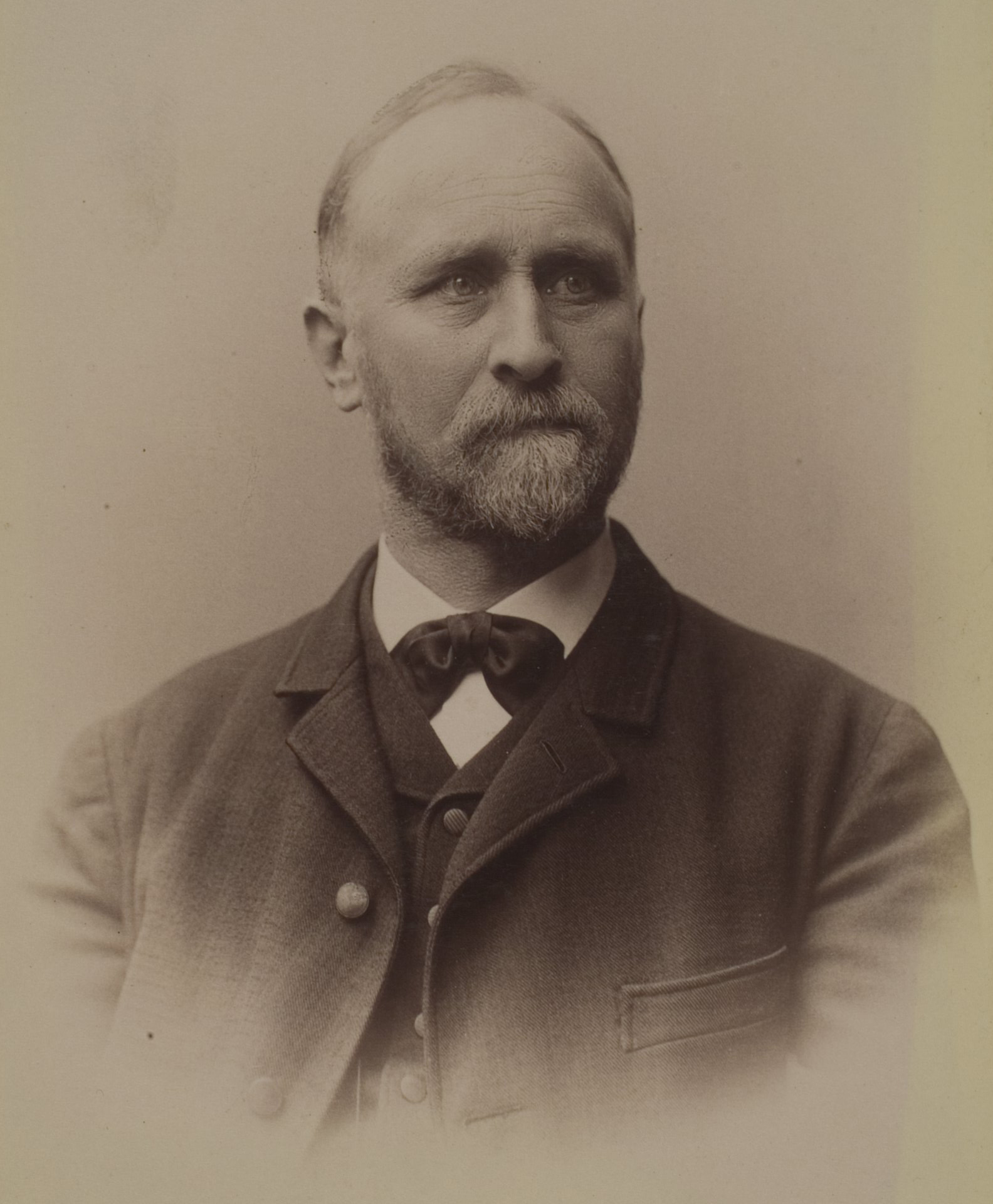
Adolf Schmidt (um 1900)
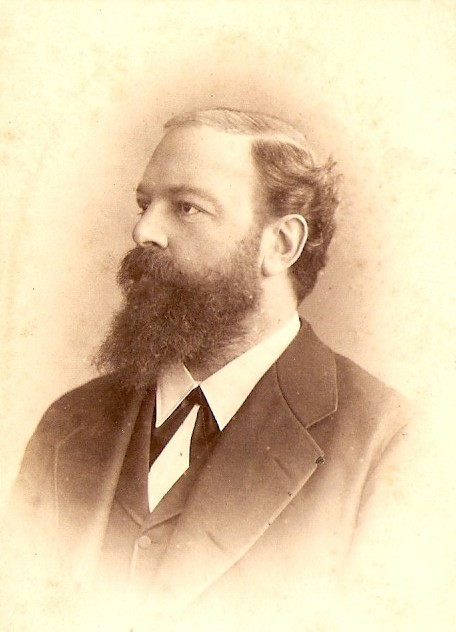
Rudolf von Buol-Berenberg (vor 1900)